# Comuna Ciudanovița, Caraș-Severin
Ciudanovița este o comună în județul Caraș-Severin, Banat, România, formată din satele Ciudanovița (reședința) și Jitin.

## Istoric
Ciudanovița a fost conectată la rețeaua feroviară din anul 1863 până în anul 2015, când Calea ferată Oravița–Anina a fost scoasă din exploatare.

## Demografie
Componența etnică a comunei Ciudanovița
     Români (92,57%)
     Alte etnii (0,9%)
     Necunoscută (6,53%)
Componența confesională a comunei Ciudanovița
     Ortodocși (80,63%)
     Penticostali (6,53%)
     Baptiști (3,83%)
     Alte religii (2,03%)
     Necunoscută (6,98%)
Conform recensământului efectuat în 2021, populația comunei Ciudanovița se ridică la 444 de locuitori, în scădere față de recensământul anterior din 2011, când fuseseră înregistrați 657 de locuitori. Majoritatea locuitorilor sunt români (92,57%), iar pentru 6,53% nu se cunoaște apartenența etnică. Din punct de vedere confesional, majoritatea locuitorilor sunt ortodocși (80,63%), cu minorități de penticostali (6,53%) și baptiști (3,83%), iar pentru 6,98% nu se cunoaște apartenența confesională.

## Politică și administrație
Comuna Ciudanovița este administrată de un primar și un consiliu local compus din 9 consilieri. Primarul, Constantin-Dorian Nebunu[*], de la Partidul Social Democrat, este în funcție din 2016. Începând cu alegerile locale din 2024, consiliul local are următoarea componență pe partide politice:
|  | Partid                     | Consilieri | Componența Consiliului | Componența Consiliului | Componența Consiliului | Componența Consiliului | Componența Consiliului | Componența Consiliului |
|  | -------------------------- | ---------- | ---------------------- | ---------------------- | ---------------------- | ---------------------- | ---------------------- | ---------------------- |
|  | Partidul Social Democrat   | 6          |                        |                        |                        |                        |                        |                        |
|  | Partidul Mișcarea Populară | 1          |                        |                        |                        |                        |                        |                        |
|  | Partidul Național Liberal  | 1          |                        |                        |                        |                        |                        |                        |
|  | Forța Dreptei              | 1          |                        |                        |                        |                        |                        |                        |

## Poluarea
Ciudanovița este o zonă radioactivă în care s-au investit extrem de mulți bani însă haldele au rămas neacoperite iar apa spală aceste zone radioactive si ajunge în apa freatică.
Conform organizațiilor de mediu, în anul 2016, radiațiile de uraniu depășeau de 100 de ori limita de alertă.

## Legături externe

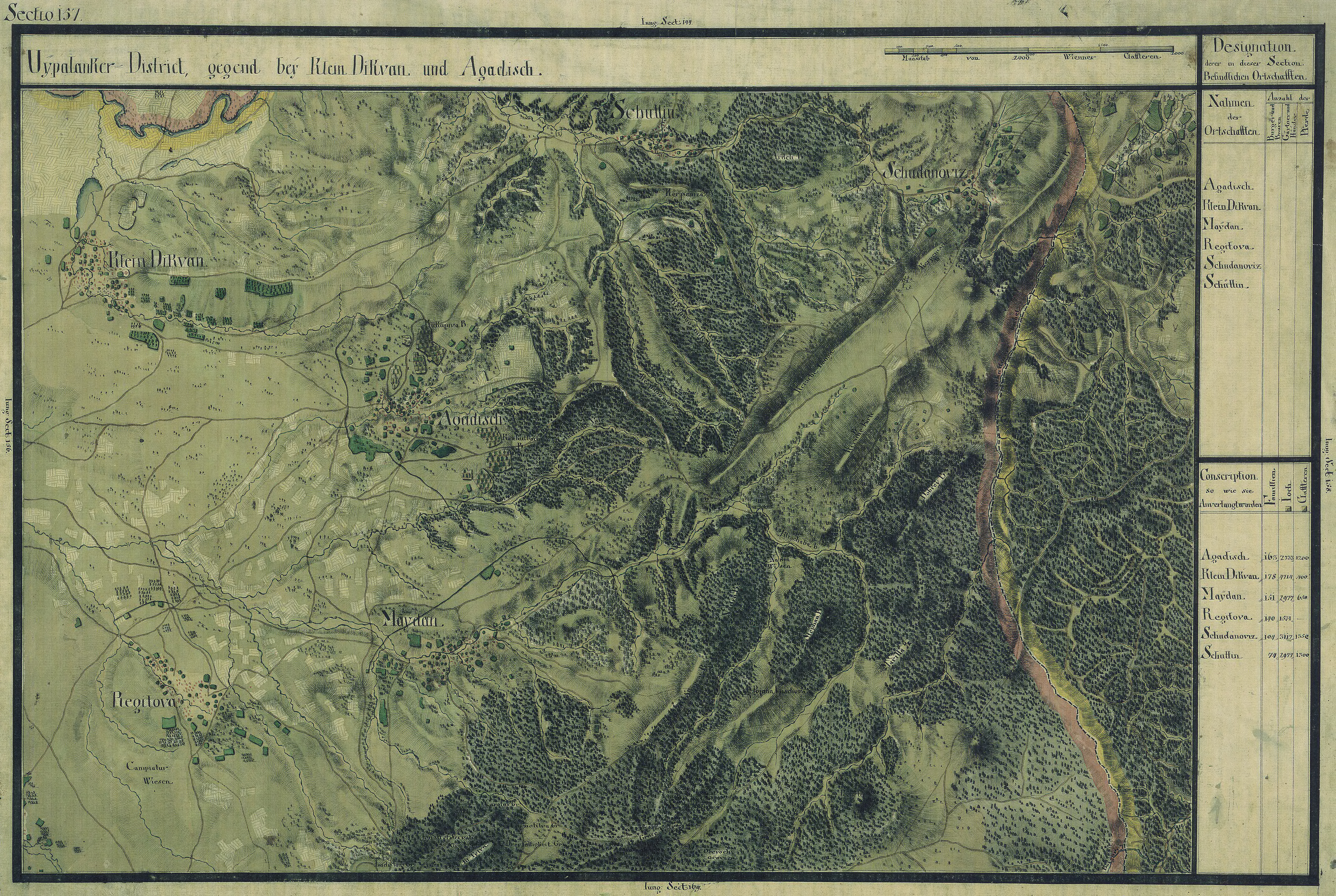
Ciudanovița în Harta Iosefină a Banatului, 1769-72